# Trematooecia
Trematooecia is een mosdiertjesgeslacht uit de familie van de Colatooeciidae en de orde Cheilostomatida. De wetenschappelijke naam ervan werd in 1940 gepubliceerd door Raymond Carroll Osburn.

## Soorten
- Trematooecia arborescens (Canu & Bassler, 1928)
- Trematooecia aviculifera (Canu & Bassler, 1923)
- Trematooecia clivulata Tilbrook, 2006
- Trematooecia gemmea (Winston & Woollacott, 2009)
- Trematooecia hexagonalis (Canu & Bassler, 1930)
- Trematooecia ligulata Ayari & Taylor, 2008
- Trematooecia mikeli Sokolover, Taylor & Ilan, 2016
- Trematooecia osburni Marcus, 1955
- Trematooecia persica Baradari, Nasrolahi & Taylor, 2019
- Trematooecia protecta Osburn, 1940
- Trematooecia ridleyi (Kirkpatrick, 1890)
- Trematooecia rotunda Almeida, Souza, Menegola, Sanner & Vieira, 2014
- Trematooecia verticalis (Maplestone, 1910)

Niet geaccepteerde soorten:
- Trematooecia magnifica (Osburn, 1914) → Celleporaria magnifica (Osburn, 1914)
- Trematooecia psammophila Winston & Hakansson, 1986 → Cigclisula psammophila (Winston & Håkansson, 1986)
- Trematooecia turrita (Smitt, 1873) → Cigclisula turrita (Smitt, 1873)